# Юліус Дірксен
Юліус Дірксен (грец. Julius Dirksen, нар. 2 лютого 2003, Амерсфорт, Нідерланди) — нідерландський футболіст, фланговий захисник клубу «Гоу Егед Іглз».

## Ігрова кар'єра

### Клубна
Юліус Дірксен пройшов молодіжні команди клубів «Твенте» та «Зволле». У 2018 році він приєднався до академії столичного «Аякса». Але футболіст перебував лише серед запасних дублюючого складу «Йонг Аякс» так і вийшовши на поле в основному складі.
Взимку 2022 року Дірксен перейшов до клубу «Еммен», підписавши з клубом контракт до літа 2023 року. Але першу гру в команді провів тільки у наступному сезоні - 4 вересня 2022 року Дірксен вийшов на заміну у матчі чемпіонату країни проти АЗ.
У червні 2024 року Дірксен перейшов до клубу «Гоу Егед Іглз». Контракт підписаний на три роки з опцією можливого продовження ще на рік.

### Збірна
З 2018 року Юліус Дірксен захищав кльори юнацьких збірних Нідерландів.

## Досягнення
«Гоу Егед Іглз»
- Володар Кубка Нідерландів: 2024–25[4]